# Panama (kryptografie)
Panama je v informatice název kryptografického primitiva, které může být použito jako hašovací funkce a proudová šifra. Je založeno na StepRightUp, které navrhl Joan Daemen a Craig Clapp a bylo prezentováno v dokumentu „Fast Hashing and Stream Encryption with PANAMA“ na Fast Software Encryption (FSE) konferenci v roce 1998. Šifra ovlivnila mnoho dalších návrhů, např. MUGI a SHA-3.
Proudová šifra používá 256bitový klíč, výkon šifry je velmi dobrý, dosahující dvou cyklů za byte.

## Hashovací funkce
U hashovací funkce, byla demonstrována kolize Vincentem Rijmenem a kol. v dokumentu „Producing Collisions for PANAMA“ prezentovaným na FSE 2001. Útok ukázal výpočetní složitost 282 a zanedbatelné požadavky na paměť.
Na FSE 2007, Joan Daemen a Gilles Van Assche prezentovali praktický útok na hašhovací funkci Panama, který generoval kolizi v 26 vyhodnoceních stavů aktualizační funkce.
Guido Bertoni, Joan Daemen, Michaël Peeters a Gilles Van Assche odhalili na NIST 2006 Second Cryptographic Hash Workshop variantu Panamy zvanou RadioGatún. Hashovací funkce založená na RadioGatún nemá známé slabiny, které má Panama. RadioGatún inspiroval nový kryptografický standard SHA-3.